# Aegon Championships 2014
Aegon Championships 2014 — тенісний турнір, що проходив на трав'яних кортах  у Лондоні, Велика Британія з 9 червня. Належав до категорії ATP World Tour 250, був турніром серії Queen's Club Championships 2014 року.

## Фінальна частина

### Одиночний розряд
Григор Димитров —  Фелісіано Лопес 6–7(8–10), 7–6(7–1), 7–6(8–6)

### Парний розряд
Александер Пея /  Бруно Соарес —  Джеймі Маррей /  Джон Пірс (тенісист) 4–6, 7–6(7–4), [10–4]